# دانیل فلومیگنان
دانیل لوئیز فلومینیان که به سادگی با نام دانیل شناخته می شود (زاده ۴ ژوئن ۱۹۸۱) یک فوتبالیست بازنشسته برزیلی است که به عنوان دروازه بان بازی می کرد. او مدیر فعلی فوتبال باشگاه فوتبال سائو برناردو است.
دانیل قبلا برای GD Bragança در دسته دوم پرتغال ، Mixto Esporte Clube ، Operário Futebol Clube (Várzea Grande) ، Ituiutaba Esporte Clube ، Boa Esporte Clube در برزیل بازی کرده است.
دانیل دروازه بان Ituiutaba بود، در دوران قهرمانی آنها در تاچا میناس گرایس 2007. پس از قهرمانی باشگاه در سال 2007، ایتویوتابا در کوپا دو برزیل 2008 جایی به دست آورد، جایی که دانیل دو بار به میدان رفت. او همچنین به طور منظم برای Ituiutaba در طول سال 2008 Campeonato Mineiro بازی کرد.